# 36-й пехотный полк (Австро-Венгрия)
36-й Богемский пехотный полк (нем. Böhmisches Infanterie-Regiment Nr. 36) — венгерский пехотный полк Единой армии Австро-Венгрии.

## История
Образован в 1683 году. Центр — Млада-Болеслав. До 1915 года носил название 36-й Богемский пехотный полк «Рейхсграф Броун» (нем. Böhmisches Infanterie Regiment «Reichsgraf Browne» Nr. 36). Участвовал в Наполеоновских войнах и Австро-итало-прусской войне. В разное время покровителями полка были:
- 1876—1888: барон Цемецкий фон Цемехин
- 1888—1918: рейхсграф, фельдмаршал Максимилиан Улисс Броун фон Монтани и Камю (нем. Maximilian Ulysses Brown von Mountany und Camus)[5]

Полк состоял из 4-х батальонов: 1-й и 3-й базировались в Брунике, 2-й — в Нидердорфе, 4-й — в Юнгбунцлау. Национальный состав полка по состоянию на 1914 год: 95 % — чехи, 5 % — прочие национальности.
В 1914 и 1915 годах полк сражался на Восточном фронте Первой мировой войны против русской армии в Галиции. Солдаты полка были захоронены на военных кладбищах № 51 (Ротунда), № 60 (Магура), № 167 (Рыглице), № 4 (Граб) и № 224 (Бжостек). В июле 1915 года из-за массового дезертирства чехов и сдачи в плен противнику полк был расформирован.
В ходе так называемых реформ Конрада полк был окончательно исключён из списка полков Австро-Венгрии.

## Шефы полка

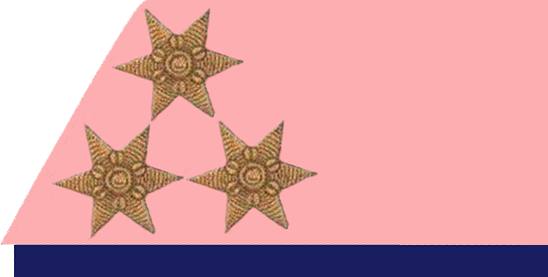
Погоны капитана 36-го пехотного полка

- 1683 — 12 декабря 1692: фельдмаршал Якоб фон Лесли (нем. Jakob von Leslie)
- 1692 — 13 января 1704: фельдмаршал-лейтенант Филипп Эразмус фон Лихтенштейн (нем. Philipp Erasmus von Liechtenstein)
- 1704 — 13 августа 1717: фельдцейхмейстер Максимилиан Людвиг фон Регал (нем. Maximilian Ludwig von Regal)
- 1718 — 18 октября 1737: фельдцейхмейстер Франц Антон Пауль Валлис фон Каригмен[нем.]
- 1737 — 26 июня 1757: фельдмаршал Максимилиан Улисс Броун фон Монтани и Камю
- 1757 — 29 апреля 1759: генерал-фельдвахтмейстер Йозеф Улисс фон Броун (нем. Joseph Ulysses von Browne)
- 1759 — 21 февраля 1761: фельдмаршал Иоганн Антон фон Тилльер[нем.]
- 1801 — 5 июня 1816: фельдмаршал Иоганн Карл Коловрат-Краковский
- 1817 — 25 апреля 1850: фельдмаршал-лейтенант Джузеппе Федерико Паломбини
- 1850 — 28 мая 1852: фельдмаршал-лейтенант Франц де Паула Гундакер II фон Коллоредо-Маннсфельд[нем.]
- 1852 — 5 декабря 1876: фельдцейхмейстер Август фон Дегенфельд-Шонбург
- 1876 — 25 февраля 1906: фельдцейхмейстер Иероним (Ян) Антон фон Земецкий[нем.][5]

## Командиры

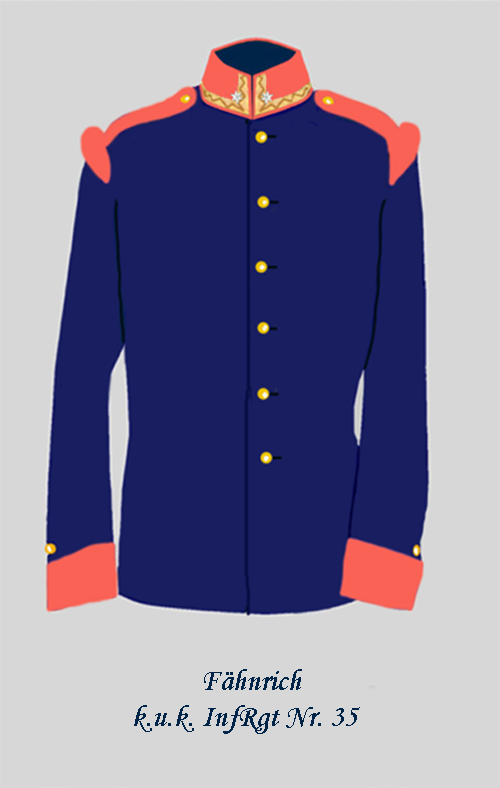
Мундир фенриха 36-го пехотного полка

- 1859: полковник Йозеф Томас (нем. Joseph Tomas)[9]
- 1865: полковник Карл фон Бинерт (нем. Carl von Bienerth)[10]
- 1873: полковник Фридрих Юнг (нем. Friedrich Jung)[11]
- 1879: полковник Фридрих Хотце (нем. Friedrich Hotze)[12]
- 1889—1891: полковник Оскар фон Хмела (нем. Oskar von Chmela), командир 40-й пехотной бригады[13]
- 1891—1896: полковник Мориц Росточил (нем. Moriz Rostoczil), командир пехотной бригады краевой обороны Йозефштадта[13][14]
- 1896—?: полковник Альфред фон Бружек (нем. Alfred von Bružek)[14]
- 1903—1905: полковник Йозеф Теммель (нем. Josef Temmel)
- 1906—1909: полковник Александр Кунц (нем. Alexander Kunz)[15]
- 1910: полковник Отмар Панеш (нем. Otmar Panesch)
- 1911—1912: полковник Отто Бартуш (нем. Otto Bartusch)
- 1913—1914: полковник Рудольф Мюллер (нем. Rudolf Müller)[2], командир 12-й пехотной бригады

## Известные военнослужащие
- Рудольф, кронпринц Австрии; генерал от инфантерии (1858—1889)[16][17][18]
- Йозеф Машин (1896—1942), деятель чехословацкого Движения Сопротивления
- Казимеж Помянковский фон Вяра[пол.] (1843—1911), фельдмаршал-лейтенант; командир 3-го батальона полка в 1896—1898 годах, позже командир 94-го пехотного полка[пол.][14]

## В литературе
В романе Ярослава Гашека «Похождения бравого солдата Швейка» говорится о жестоком убийстве капрала 36-го полка его подчинённым Коничеком и последующем самоубийстве Коничека.